# Ghantapada
Ghantapada é uma vila no distrito de Anugul, no estado indiano de Orissa.

## Demografia
Segundo o censo de 2001, Ghantapada tinha uma população de 15,587 habitantes. Os indivíduos do sexo masculino constituem 54% da população e os do sexo feminino 46%. Ghantapada tem uma taxa de literacia de 71%, superior à média nacional de 59.5%: a literacia no sexo masculino é de 78% e no sexo feminino é de 63%. Em Ghantapada, 14% da população está abaixo dos 6 anos de idade.